# Gnien (naturreservat)
Gnien är ett naturreservat i Surahammars kommun i Västmanlands län.

Området är naturskyddat sedan 1985 och är 237 hektar stort. Reservatet omfattar större delen av sjön Gnien och kringliggande marker som till del består av strandängar som översvämmas på våren. Gnien är en fin fågellokal där bland annat sångsvan uppehåller sig under vår och höst.

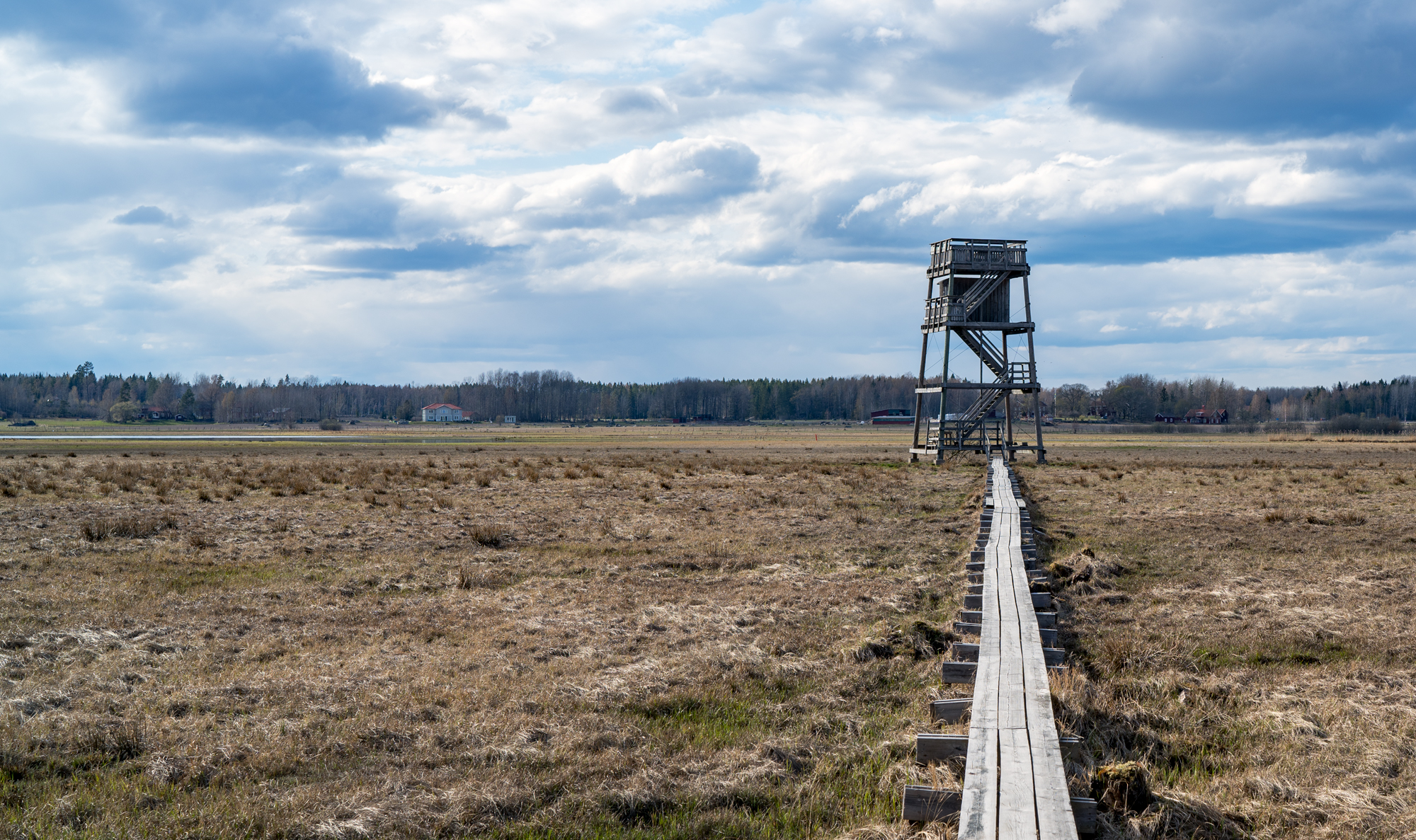
Fågeltornet.
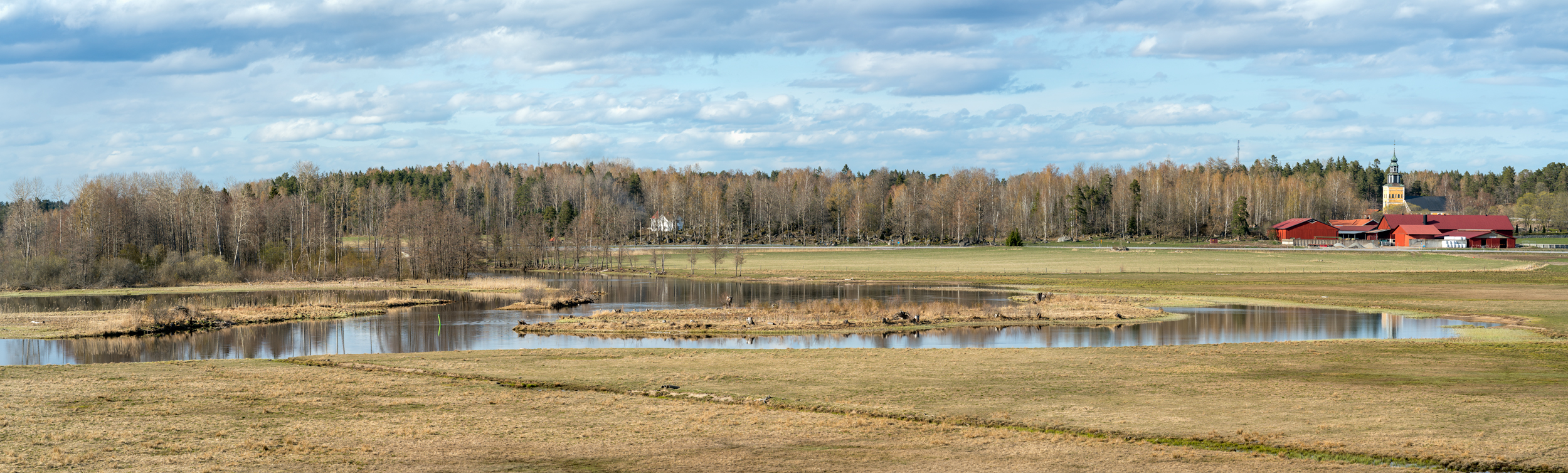
Norra delen av Gnien.